# Organisation professionnelle des transports d'Île-de-France

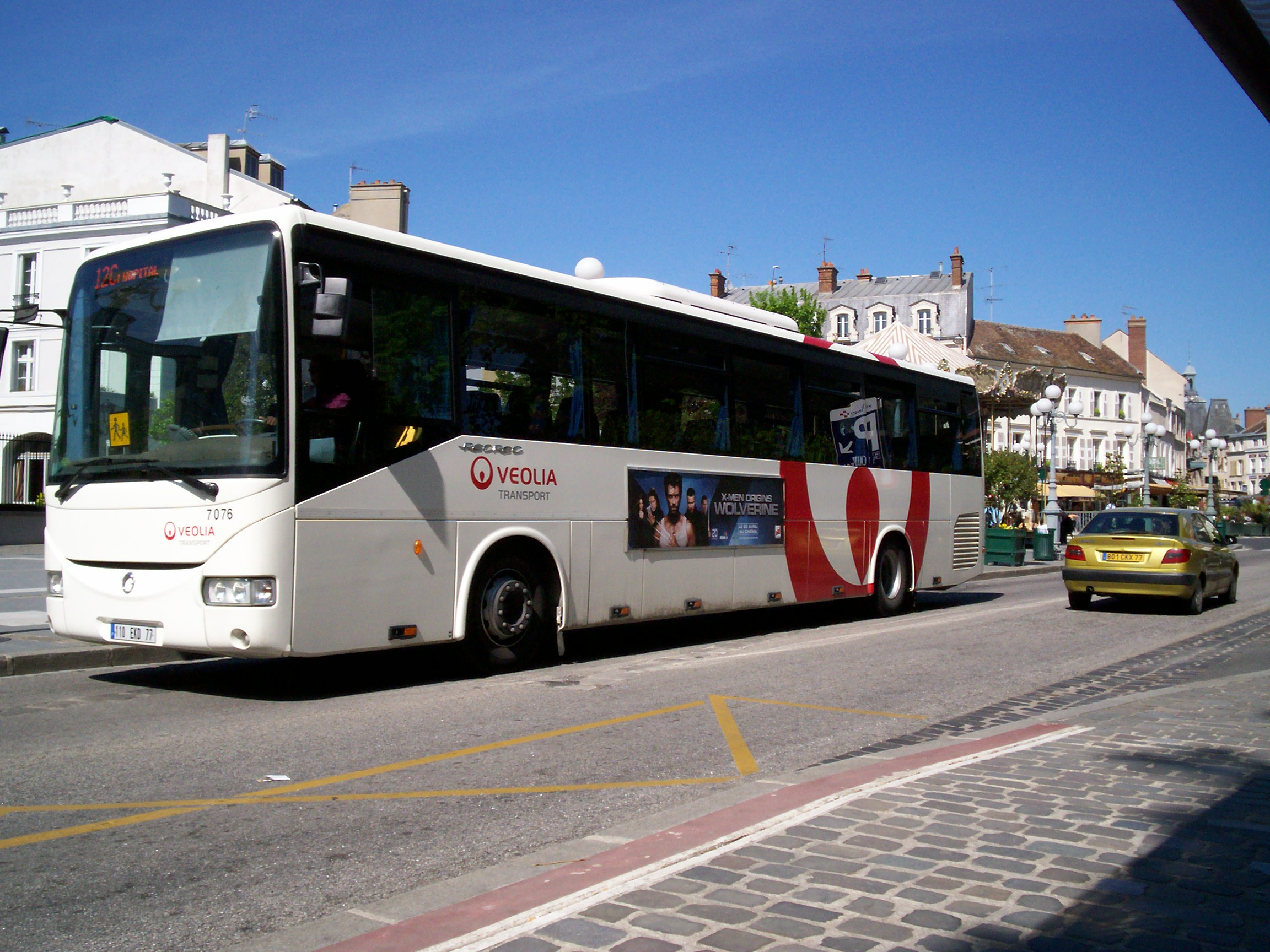
Autobus společnosti Veolia Transport

Organisation Professionnelle des Transports d'Île-de-France (zkratka Optile) (česky: Profesní organizace dopravy v Île-de-France) je asociace soukromých autobusových přepravců, kteří zajišťují autobusovou dopravu v regionu Île-de-France. V roce 2005 v ní bylo organizováno přes 90 společností. Zatímco společnost RATP zajišťuje autobusové spojení v Paříži a přilehlých předměstích, Optile slouží především pro vzdálenější předměstí. Na plnění jeho závazků v oblasti veřejné dopravy dohlíží Syndicat des transports d'Île-de-France (STIF), od kterého Optile obdržel v roce 2008 příspěvek ve výši 491 milionů eur. Optile je rovněž obchodní jméno celkové autobusové dopravní sítě provozované tímto svazem, přičemž jednotliví dopravci mohou požívat i vlastní označení své sítě.

## Historie
Sdružení Optile vzniklo v říjnu 2000 spojením Association Professionnelle des Transporteurs Routiers (Profesní sdružení autobusových dopravců) (APTR) a Association pour le Développement et l'Amélioration des Transports en Région Île-de-France (Sdružení pro rozvoj a zlepšení dopravy v regionu Île-de-France) (ADATRIF).

## Hlavní úkoly
Optile byl vytvořen, aby zastupoval jeho členské firmy u svazu STIF. Koordinuje činnost autobusových dopravců, reguluje dopravní síť, spravuje finance vyplácené svazem STIF a zajišťuje ekonomickou udržitelnost svých podniků. Rovněž podporuje a propaguje značku Optile mezi zákazníky.

## Významní účastníci

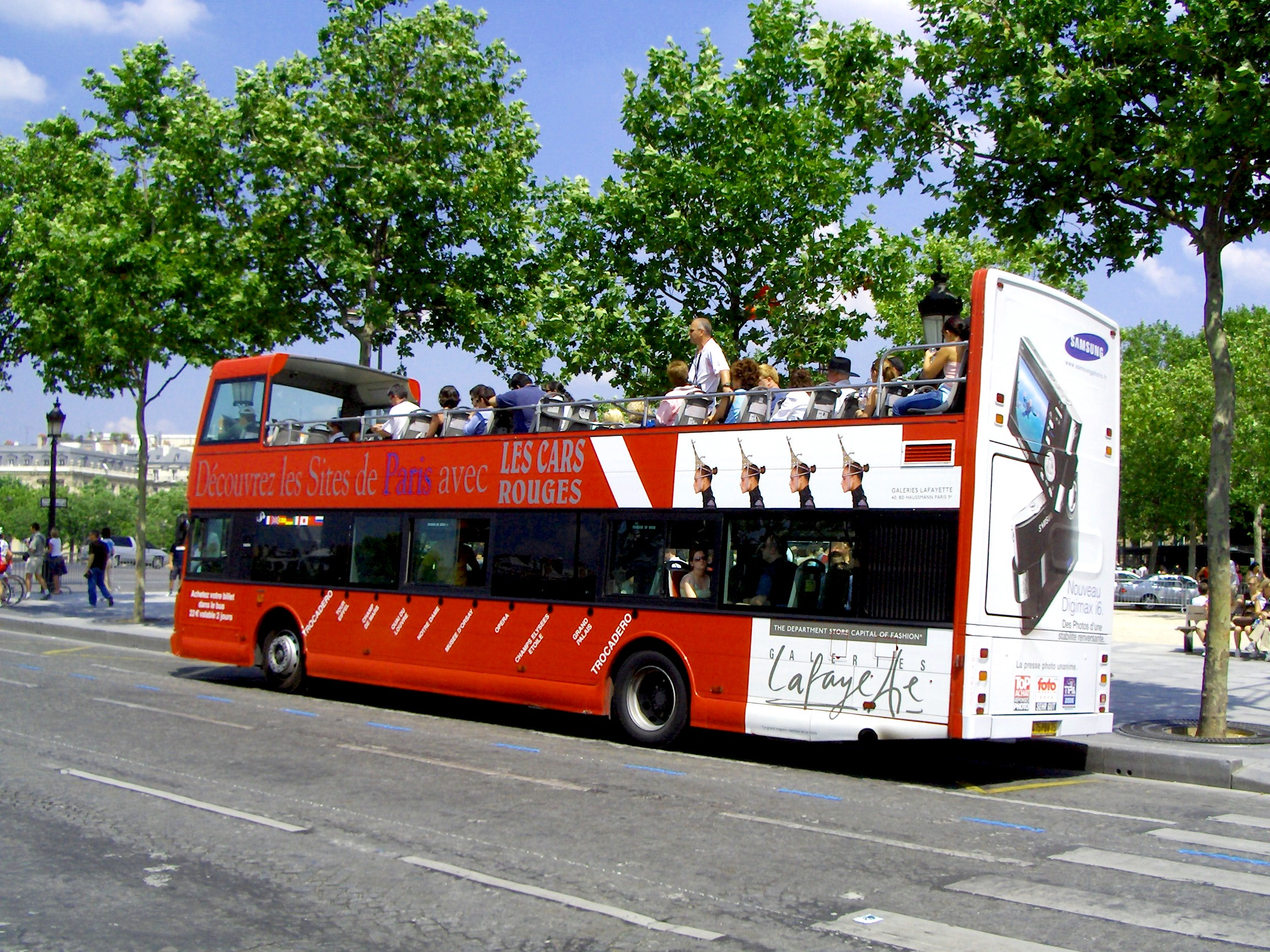
Turistický vyhlídkový autobus společnosti Cars rouges

- Athis Cars: jeho linky zajišťují autobusové spojení v obcích departementů Essonne a Val-de-Marne
- Autocars Darche-Gros: 27 linek východně od Paříže sloužící městům Marne-la-Vallée, Meaux, La Ferté-Gaucher a Melun
- Cars Lacroix: 31 linek v departementu Val-d'Oise
- Cars rouges: turistické okružní trasy v Paříži
- Compagnie des Transports Collectifs de l'Ouest Parisien (CTCOP): 3 linky ve čtvrti La Défense
- Les cars Hourtoule: 20 linek západně od Paříže ve městech Mantes-la-Jolie, Poissy, Saint-Quentin-en-Yvelines a Versailles
- Marne et Morin: linky obsluhují obce v departementech Aisne, Oise a Seine-et-Marne
- Société des Autocars de Marne la Vallée (AMV) a Europe Autocars: 28 autobusových linek v obcích departementu Seine-et-Marne
- Société des Transports du Bassin Chellois (STBC): provozuje síť APOLO7 čítající pět autobusových linek ve městech Chelles, Brou-sur-Chantereine, Claye-Souilly, Courtry, Le Pin, Vaires-sur-Marne a Villevaudé
- Transports Daniel Meyer: 28 linek slouží množství obcí jižně od Paříže, převážně v departementech Essonne a Val-de-Marne
- Veolia Transport: obsluhuje města Ecquevilly, Houdan a Rambouillet

## Statistika za rok 2005
- 1070 pravidelných linek
- 1100 ze 1300 obcí v regionu Île-de-France obslouženo
- 24 000 zastávek
- 4600 řidičů
- 250 miliónů cest za rok

## Ceny
Téměř všechny tratě sdružení Optile přijímají jízdenky Carte Orange a Ticket t+.